# Jens Olsson
Jens Christer Bertil Olsson (Ödeborg, 15 de diciembre de 1964) es un deportista sueco que compitió en bádminton. Ganó una medalla de bronce en el Campeonato Europeo de Bádminton de 1994, en la prueba individual.

## Palmarés internacional
| Campeonato Europeo | Campeonato Europeo       | Campeonato Europeo | Campeonato Europeo |
| Año                | Lugar                    | Medalla            | Prueba             |
| ------------------ | ------------------------ | ------------------ | ------------------ |
| 1994               | Den Bosch (Países Bajos) | Medalla de bronce  | Individual         |